# Effy Stonem
Elizabeth "Effy" Stonem è un personaggio della serie televisiva Skins, interpretata da Kaya Scodelario. È la protagonista più longeva di tutta la serie, essendo presente in tutte le prime quattro stagioni e nella settima e detenendo il maggior numero di episodi a lei interamente dedicati (ben 6 episodi). Kaya Scodelario è stata inclusa nella Entertainment Weekly del 2009 "Summer Must Bad Girl" per la sua interpretazione di Effy. È stata inserita nella Top 50 dei personaggi televisivi femminili AfterEllen.com. 

## Caratterizzazione
Effy è la sorella minore di Tony Stonem ed è una delle poche persone a cui lui tiene davvero.
Va spesso a feste e eventi col suo gruppo di amici, lasciando quindi Tony escluso dalla maggior parte della sua vita sociale, nonostante lui l'abbia aiutata in più di un'occasione ad ingannare i suoi genitori riguardo alle sue avventure notturne. Effy vede un mutamento nel corso delle quattro stagioni, sorprendente, lineare e graduale. È una ragazza fredda, sarcastica, con un lato sensuale molto provocante, nascondendo nel frattempo una personalità sensibile e delicata, tendente alla depressione.

## Storia del personaggio

### Stagione 1

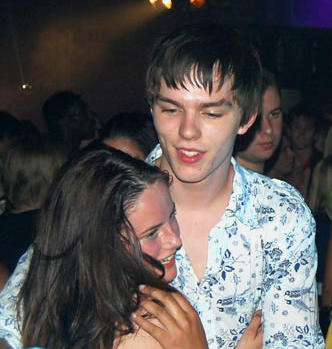
Kaya Scodelario e Nicholas Hoult (Tony)

Nella prima stagione Effy è una ragazzina silenziosa, il suo mondo è incentrato su divertimento, sesso, droghe e alcolici. Quando le viene chiesto più volte il motivo per cui non parli, lei si limita a muovere teneramente il capo non dando una risposta efficace. Si scoprirà con il tempo che Effy "indossa" uno scudo per difendersi dalle emozioni e dai suoi affetti, perché nasconde un lato profondamente fragile e sensibile, che può dare tanto amore quando si lega a qualcuno, cosa che non vuole rivelare per non apparire una fragile.

### Stagione 2
Nella seconda stagione, dopo l'incidente di Tony, comincia a parlare più spesso e ad aiutare l'amato fratello a superare il momento più brutto della sua vita. Aiuta quest'ultimo anche a riallacciare i rapporti con la ex-fidanzata Michelle, e al contempo nel far riavvicinare Sid a Cassie, tramite i suoi sotterfugi.

### Stagione 3
Con l'inizio del liceo, la ragazza inizia a frequentare nuovi amici, legando particolarmente con Pandora, una ragazza stravagante e ingenua che già aveva conosciuto nella precedente stagione.
Sempre attraverso la scuola si formerà un gruppo che sarà poi quello protagonista anche della stagione successiva, composto appunto da Effy, Pandora, Naomi, le due gemelle Katie ed Emily, Thomas, JJ, Cook e Freddie.
Quando Effy conosce la coppia di ragazzi che saranno fondamentali nella sua vita, James Cook (personaggio) e Freddie McClair, entrambi finiscono con l'innamorarsi di lei. Inizialmente lei provoca entrambi non facendo capire a nessuno dei due chi ama davvero. Frequenta inizialmente Cook, ma principalmente per sesso.
Tuttavia, l'ultima puntata della stagione si conclude con Effy che prende una decisione, dichiarando il suo amore per Freddie,  lasciando Cook nella disperazione più totale.

### Stagione 4
Sarà però la quarta stagione ad essere quella più importante per Effy. Freddie ed Effy vivono in casa Stonem poiché la madre di quest'ultima è in viaggio, conducendo giornate spensierate abusando di droghe, estraniandosi dagli amici e dallo studio, specialmente Effy, facendo preoccupare Freddie, fino a quando egli non va via in seguito ad un litigio. Questo porterà la ragazza a discostarsi sempre di più dalla realtà ed a una lenta e profonda maturazione di una patologia psicotico-depressiva. Freddie si accorge di questo quando, rientrando in casa, trova Effy sul letto intenta a ritagliare compulsivamente fogli di giornale, con un atteggiamento psicotico, parlando della sua morte. Freddie decide così di andare a trovare suo nonno Norman alla casa di riposo, in cerca di consigli, visto che anche sua madre soffriva di depressione, che la portò al suicidio.
Freddie aiuta quindi Effy a superare la malattia da solo, convincendola ad andare in un parco, dove ha luogo una conversazione molto profonda sull'erba, in cui lei si apre facendo ben capire i suoi problemi.
(Effy)
Subito dopo, ad Effy viene un attacco di panico con annesse visioni. Freddie la porta alla casa di riposo del nonno, con la loro amica Katie. Lì la ragazza riesce a scappare in bagno, chiudendosi a chiave, per tagliarsi le vene. Quando Freddie riesce a sfondare la porta, trova Effy a terra sanguinante. Ricoverata in ospedale, una volta che Freddie le fa visita lo respinge, con odio.
Successivamente viene trasferita in un ospedale psichiatrico. In quel luogo incontra lo psicologo John Foster, che avrà un ruolo negativo decisivo; egli convince Effy ad eliminare tutti i suoi brutti ricordi, facendole credere che così potrà guarire, e la dimette dopo qualche tempo.
Tornata a casa, Effy conduce una vita apparentemente perfetta, dettata da regole e ordine.
La prima cosa che fa è andare a trovare Freddie, raccontandogli l'esperienza con John, che subito lo insospettisce.
Effy però con il tempo degenera, perché per colpa dello psicologo sembra aver cancellato dalla memoria anche i suoi amici, e quando incontra Cook non lo riconosce, avendo dubbi persino sulla sua stessa identità. 
John cancella soprattutto Cook in quanto personaggio meno stabile del gruppo.
Effy decide così di allontanare tutti i suoi amici dalla sua vita, convinta che questo la porterà a guarire definitivamente.
Un giorno però, Effy si ritrova con Cook nella strada dove è avvenuto l'incidente del fratello Tony e di colpo tutto le torna alla mente, provocandole un attacco di panico, e si butta in mezzo al traffico, gridando di voler sentire qualcosa, ma Cook la salva.
Effy viene portata di nuovo in clinica, dove però, con l'appoggio di Freddie, la ragazza decide di non voler più avere niente a che fare con John.
Lo psicologo poi contatta Freddie privatamente, facendolo andare a casa sua, dove gli confessa di aver usato con Effy un metodo particolare perché innamorato di lei. Quando Freddie lo minaccia e tenta di andare via, John lo rincorre con una mazza da baseball picchiandolo a sangue e uccidendolo: sarà poi Cook a vendicare l'amico.
La storia tra Freddie ed Effy è stata l'elemento principale della stagione, si può dire che abbia portato Effy ad impazzire, ma allo stesso tempo l'ha aiutata a superare le sue paure, ad innamorarsi, a fidarsi di qualcuno, facendo quindi trasparire un lato fragile e profondamente romantico della sua persona. La storia tra Effy e Cook viene invece accantonata, scelta in parte dettata dai fan che nella terza stagione provavano astio per Cook.
Non è mai stato ufficialmente dichiarato se Effy sia mai venuta a sapere della morte di Freddie.

### Stagione 7
Effy, ormai ventiduenne, è la protagonista dei due episodi denominati "Fire". La ragazza ha ora un lavoro opprimente come centralinista presso un importante gruppo finanziario a Londra. Quando scopre delle informazioni cruciali relative ad un affare importante ed intraprende una relazione con il suo ricco capo, scopre di aver fatto il passo più lungo della gamba. Naomi, divenuta nel frattempo sua coinquilina, cerca così di fermare Effy dal rovinarsi la vita combattendo contemporaneamente col suo cancro. Le cose, però, degenerano quando Effy tramite l'amico-spasimante Dominic riceve ulteriori informazioni private, portando una società con lo scopo di smascherare le tresche finanziarie a sospettare della ragazza. Nel mentre Naomi, affronta la chemioterapia nascondendo il tutto a Emily, che scoprirà solo alla fine (grazie ad Effy) che la sua ragazza è in fin di vita distrutta dalla malattia. Effy confessa di essere stata solamente manipolata dal suo avido capo, ma le spetta comunque la prigione, riuscendo a salvare perlomeno Dominic. Skins Fire termina con Effy nell'auto della polizia, che sorride sapendo di aver sistemato all'ultimo la situazione. Questa è l'ultima apparizione del personaggio di Effy Stonem. La puntata termina con un sorriso che per lei significa "Tu non mi conosci. E non mi conoscerai mai".